# Ардизоглу, Христос
Христос Ардизоглу (греч. Χρήστος Αρδίζογλου; род. 25 марта 1953, Иерусалим) — греческий футболист, игравший на позиции правого полузащитника.

## Ранние годы
Ардизоглу родился в Иерусалиме, где его семья нашла убежище после Второй греко-турецкой войны, от отца-грека и матери-израильтянки. Прожив первые годы своей жизни в Израиле, его родители Димитрис и Аггелики решили в 1958 году поселиться с семьей в Греции. Пятилетний Христос рос со своими пятью братьями и сёстрами в трущобах Неа-Ионии. Он начал играть в футбол и заниматься велоспортом в спортивном клубе «Amarousion», где получил спортивную карту. Местные скауты того времени вскоре были впечатлены навыками молодого Ардизоглу, что привело к его переезду в Ризуполи, где стал игроком клуба «Аполлон».

## Клубная карьера
Ардизоглу начал свою профессиональную карьеру в афинском клубе «Аполлон», играя на позиции левого защитника. В 1972 году «Аполлон» был переведён во второй дивизион, а Ардизоглу, который тем временем был переведен на позицию крайнего полузащитника, способствовал возвращению клуба в первый дивизион, став одним из их звёздных игроков. В июле 1974 года Ардизоглу был очень близок к переходу в «Панатинаикос», настойчивость Лукаса Барлоса заставила его примкнуть к афинскому АЕК. Трансфер обошелся в большую по тем временам сумму в 5 миллионов драхм плюс Никос Карулиас в обмен, а Ардизоглу получил квартиру в качестве трансферного подарка.
Его величайшим моментом стал выход в полуфинал Кубка УЕФА в 1977 году, хотя он не участвовал в соревнованиях из-за наказания в инциденте с сборной Греции (до 19 лет). 1 ноября 1977 года он забил гол в выездном проигрышном матче против бельгийского «Стандарда» (4:1) в Кубке УЕФА. Он также внёс свой вклад в победу со счетом 6:1 над «Порту» 13 ноября 1978 года в рамках Кубка европейских чемпионов. Он играл за АЕК 11 лет, выиграв 2 национальных чемпионата и 2 Кубка Греции, включая золотой дубль в 1978 году. В сезоне 1984/1985 Ардизоглу вступил в конфликт с основным акционером клуба Зафиропулосом, решил покинуть АЕК и вернуться в «Аполлон», где он играл год, прежде чем завершил карьеру футболиста, а затем начал тренировать на уровне любительских футбольных клубов и академий.

## Карьера за сборную
24 сентября 1975 года Ардизоглу дебютировал за национальную сборную Греции в матче Кубка Балкан против сборной Румынии (1:1). Был включён в состав на чемпионат Европы 1980 года в Италии, где Ардизоглу сыграл в двух матчах сборной (против Нидерландов (0:1) и ФРГ (0:0)). Всего Ардизоглу за сборную сыграл 43 матча и забил 2 гола.

### Голы за сборную
| №  | Дата            | Место                   | Соперник | Счёт | Результат | Турнир                  |
| -- | --------------- | ----------------------- | -------- | ---- | --------- | ----------------------- |
| 1. | 29 октября 1978 | Кафтанзоглио, Салоники  | Венгрия  | 3:0  | 4:1       | Квалификация на ЧЕ 1980 |
| 2. | 23 февраля 1983 | Рудольф Харбиг, Дрезден | ГДР      | 1:1  | 2:1       | Товарищеский матч       |

## Карьера тренера
Ардизоглу также был тренером афинского «Аполлона» с 1 июля 1998 года по 3 сентября 1999 года.

## После футбола
Ардизоглу сейчас является греческим полицейским в запасе, которым он стал в поисках стабильной работы в государстве, как это было принято для спортсменов его времени. Он постоянно участвует в мероприятиях Ассоциации ветеранов афинского АЕК.

## Достижения

### Клубные

#### АЕК
- Чемпион Греции: 1977/78, 1978/79
- Обладатель Кубка Греции: 1977/78, 1982/83

### Индивидуальные
- Лучший бомбардир Кубка Греции: 1975/76